# 강릉 방해정
강릉 방해정(江陵 放海亭)은 대한민국 강원특별자치도 강릉시 저동에 있는, 산석거사 이봉구가 벼슬에서 물러난 뒤에 말년을 보내던 집이다. 1976년 6월 17일 강원특별자치도의 유형문화재 제50호로 지정되었다.

## 개요
산석거사 이봉구가 벼슬에서 물러난 뒤에 말년을 보내던 집이다. 이봉구는 벼슬에서 물러난 후 관청건물에 속한 객사의 일부를 헐어다가 이곳에 정자를 짓고 방해정이라 이름지었다. 조선 철종 10년(1859)에 처음 지었고, 1940년 그의 후손인 이근우가 다시 지었으며 1975년에 보수공사가 있었다.
산과 소나무숲을 배경으로 경포호를 바라보고 있으며, 앞면 4칸·옆면 3칸 규모의 지붕 옆면이 여덟 팔(八)자 모양인 팔작지붕집이다. 별장이면서 온돌방, 마루방, 부엌 등을 갖추어 살림집으로 사용할 수 있게 하였다. 오른쪽에 누마루를 내고 왼쪽에 온돌방을 내었는데, 마루방은 8칸 크기로 앞과 옆에 각각 툇마루를 설치하였다. 누마루의 왼쪽 2칸은 서쪽을 향해있기 때문인지 4짝의 골판장문을 달아 각각 빛을 차단하게 하고 1칸에만 이들 문보다 조금 낮게 2짝의 띠살문을 달아 빛을 받을 수 있게 하였다.

## 사건 사고
2023년 4월 11일 강릉 산불로 소실되었다.

## 참고 문헌
- 강릉 방해정 - 국가유산청 국가유산포털